# Pignolata

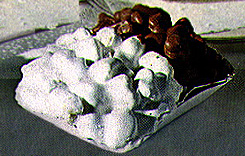
Pignolata

Pignolata (sizilianisch Pignuláta), auch bekannt unter dem Namen Pignoccata (sizilianisch Pignuccáta), ist eine Süßspeise in Form eines Schichtdesserts aus Sizilien. Die Pignolata wird vor allem im Osten Siziliens hergestellt, ist aber auch auf dem benachbarten Festland an der Südspitze Italiens, in Kalabrien bekannt. Ihr Name leitet sich vom sizilianischen Wort pigna für Pinienzapfen ab, da die Teigstücke beim Servieren in pyramidaler Form aufgeschichtet werden.

## Varianten
Bekannte Varianten der Pignolata stammen aus Ragusa  und Messina. Bei der ragusanischen Pignolata werden die Teigstücke frittiert, bei der Pignolata messinese hingegen in Fett ausgebacken. Während in Ragusa die Pignolata vor allem mit der Karnevalssaison verbunden ist, wird die messineser Variante vor allem zu Weihnachten und Neujahr serviert.

## Zubereitung
Aus Mehl und Eiern wird ein Teig geknetet, der in kleine Bälle oder kleine Rollen geformt wird. Diese Teigstücke werden in Fett ausgebacken und zu einer Pyramide gestapelt. Die Pyramide wird je zur Hälfte mit Schokolade und Puderzucker überzogen. Bei einer anderen Variante wird karamellisierter Zucker mit Aromen, zum Beispiel Zitronenaroma, gemischt und über die Pyramide gegeben.